# Gurmeet Singh
Pour les articles homonymes, voir Singh.
Pour le chef spirituel indien, voir Gurmeet Ram Rahim Singh.
Gurmeet Singh (né le 1er juillet 1985 dans l'Uttarakhand) est un athlète indien, spécialiste de la marche.
Son record sur 20 km marche a été enregistré à 1 h 20 min 35 s, record national, à Patiala le 3 mai 2011, ce qui le qualifie pour Daegu et pour les Jeux olympiques de Londres.
Le 20 mars 2016, il remporte les Championnats d'Asie de marche à Nomi en 1 h 20 min 29 s, record personnel, en devançant le Japonais Isamu Fujisawa. Le 7 mai 2016, il termine le 20 km en 1 h 22 min 4 s lors des Championnats du monde par équipes à Rome.